# Hubert Henrotte
Hubert Henrotte (16. června 1934, Sargé-lès-le-Mans – 20. listopadu 2020, Paříž) byl francouzský fotoreportér a ředitel francouzské tiskové fotografické agentury.

## Životopis
Hubert Henrotte byl přijat v roce 1954 na Školu uměleckých řemesel ve Vevey ve Švýcarsku, kterou úspěšně dokončil. Tam se setkal s fotografem Jean-Pierre Laffontem.
Narukoval na vojenskou službu do Maroka jako fotograf generálního štábu.
Začal v roce 1960 jako profesionální reportážní fotograf v Le Figaro. V roce 1962 se podílel na založení Národní asociace novinářů fotografů reportérů (Association Nationale des Journalistes Reporters Photographes, ANJRP), jejíž byl až do vzniku agentury Gamma velmi aktivním členem.
Hubert Henrotte rezignoval na Figaro bez náhrady a spoluzaložil 14. listopadu 1966 s Huguem Vassalem, Léonardem de Raemy a Raymondem Depardonem tiskovou fotografickou agenturu Gamma, poté v květnu 1973 agenturu Sygma. Na konci 90. let byl propuštěn svými spolupracovníky, kteří prodali agenturu Sygma společnosti Corbis, kterou vlastní Bill Gates.
Poté založil agenturu H&K s Monikou Kouznetzoff.
Hubert Henrotte zemřel 20. listopadu 2020 ve věku 86 let v nemocnici Georges Pompidou v Paříži.

## Ocenění
- Rytíř čestné legie v roce 2005[1]